# Le Patriarche (association)
Pour la sportive, voir Natalie Dianová.
Pour les articles homonymes, voir Le Patriarche.
Le Patriarche est une association destinée à « rééduquer », sans médecins ou psychiatres, les personnes toxicomanes dans des lieux de vie communautaire, fondée le 2 mai 1974, par Lucien Engelmajer. Elle a désormais son siège à Genève.
L'association est signalée comme secte dans la Commission d'enquête parlementaire sur les sectes en France de 1995, à la suite de quoi elle change de nom pour Dianova International.

## Historique
L'association Le Patriarche est fondée le 2 mai 1974 par Lucien Engelmajer (Joseph de son vrai prénom) afin de mettre en place un lieu de rééducation pour toxicomanes. Elle démarre avec pour membres une douzaine de jeunes « résidents » au lieu-dit La Boëre à Saint-Paul-sur-Save. Le nom de l'association est une référence au surnom de Joseph Engelmajer, qui lui vient d'un groupe de poésie qu'il avait fondé précédemment avec Gilbert Baqué.
En France, à l'instar de Narconon, le Patriarche a bénéficié du manque de structures publiques de prise en charge des toxicomanes pour se développer. En dehors du centre médical Marmottan dirigé par le professeur Claude Olievenstein et de quelques associations médico-éducatives relativement marginales, les toxicomanes sont relégués hors des structures de soins. Olievenstein apporte un temps son soutien à l'association et participe activement à sa création en soutenant la politique d'objectif prioritaire visant l'abstinence, y compris au moyen des sevrages « à sec », c'est-à-dire sans soutien médicamenteux. L'association connaît alors un important développement d'abord en France, puis dans le monde. Près de trois cents centres furent ouverts dans dix-sept pays, (en 2012, l'association déclarait n'être plus présente que dans dix pays).
Cette philosophie et ses dérives seront grandement dépassées quand, notamment à cause du SIDA, la politique reposant sur la réduction de risques, entre autres avec les traitements de substitution, sera privilégiée. En Suisse, le modèle dit des quatre piliers (prévention, traitement, réduction des risques et répression) a été adopté par la Confédération dès le début des années 1990.

### Dérives sectaires
L'association est signalée comme secte dans la commission d'enquête parlementaire sur les sectes en France de 1995. Le Patriarche bénéficie de financements institutionnels. Cependant, l'association est présentée comme étant sectaire par plusieurs rapports parlementaires ainsi que par des associations anti-sectes, plusieurs scandales relatifs à des violences exercées sur des résidents sortent dans la presse.
Les soutiens aux communautés du Patriarche se raréfient progressivement. Engelmajer, le fondateur de l'association est accusé de malversations et violences sur des résidents. En 1998, il est contraint à la démission par le conseil d'administration. L'association abandonne alors toute référence à son créateur et prend le nom de Dianova, sous lequel elle normalisera ses activités, allant jusqu'à obtenir le statut consultatif auprès de l'Organisation des Nations unies,.
Fin 2006, le tribunal correctionnel de Toulouse juge Engelmajer par défaut alors qu'il est en fuite au Belize. Reconnu coupable d'abus de biens sociaux et d'emploi de travailleurs clandestins, il est condamné à cinq ans de prison. Engelmajer meurt d'une pneumonie en 2007 au Belize.

## Documentaire
En 2024, sort la série documentaire Le Patriarche, par Léa Barracco et Christophe Astruc